# جنين داخل الجنين

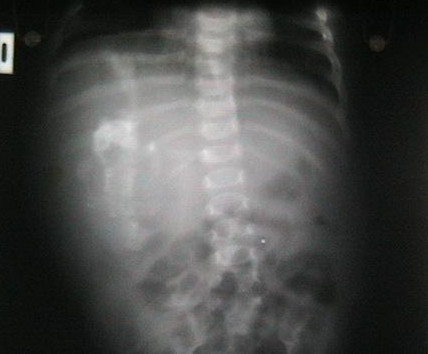
يظهر التصوير الشعاعي الأمامي الخلفي للبطن كتلة من الأنسجة الرخوة في نصف البطن الأيمن. وتحتوي الكتلة على هياكل متكلسة عظمية تظهر بأحجام وأشكال مختلفة.

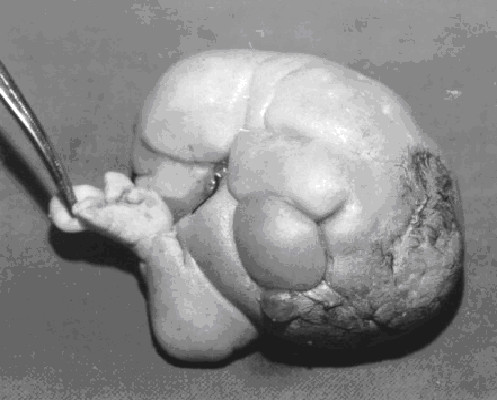
نموذج لما بعد عملية جراحية يظهر جنين متطور إلى حد ما مستلقي على ظهره، وبأصابع غير متطورة.

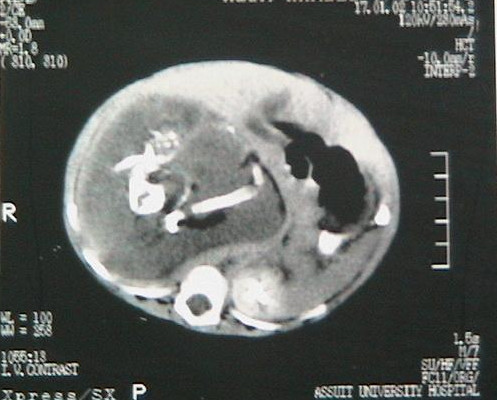
مسح مقطعي لبطن المريض يكشف كتلة كبيرة من الأنسجة الرخوة خلف الصفاق. وهناك أجزاء معتمة طويلة تشبه عظام الجنين.

جنين داخل الجنين (بالإنجليزية: Fetus in fetu) هو عيب خلقي فيه تتكون كتلة من الأنسجة تشبه الجنين داخل الجسم. وقد وصف جورج وليام يونغ مثالا لهذه الظاهرة في عام 1808.
هناك نوعان من نظريات المنشأ بشأن «الجنين داخل الجنين». نظرية تعتبر أن الكتلة تبدأ كجنين طبيعي ولكنه أصبح مغلف داخل توأمه. والنظرية الأخرى تعتبر أن الكتلة هي ورم مسخي متطور للغاية. يحدث «الجنين داخل الجنين» بنسبة 1 لكل 500,000 ولادة حية.

## التصنيف
يمكن اعتبار الجنين داخل الجنين على قيد الحياة، ولكن فقط بمعنى أن الأنسجة المكونة له لم تمُت بعد أو لم يتم القضاء عليها. ومن ثَم، فإن حياة الجنين داخل الجنين هي أقرب إلى الورم حيث أن خلاياه لا تزال قابلة للحياة عن طريق النشاط الأيضي العادي. وعلى الرغم من عدم توافر ظروف الحمل في الرحم والسلى والمشيمة، فإنه يستطيع أن يتطور إلى ورم مسخي متميز بشكل خاص في أحسن الأحوال، أو إلى سرطانة مسخية منبثة في أسواء الأحوال. ومن حيث النضج البدني، فإن أعضاءه لديها إمدادات من الدم من المضيف، ولكن جميع حالات الجنين داخل الجنين لديها عيوب حرجة، مثل عدم وجود دماغ وظيفي أو قلب أو رئتين أو جهاز هضمي أو مسالك بولية. وفقا لذلك، في حين أن الجنين داخل الجنين يمكن أن يتشارك في خصائص شكلية معينة مع الجنين العادي، فإنه ليس لديه احتمال لأي حياة خارج التوأم المضيف. وعلاوة على ذلك، فإنه يشكل تهديدات واضحة لحياة التوأم المضيف الذي تعتمد عليه حياته الخاصة.

## نظريات التطور
هناك نظريتان رئيسيتان لتطور الجنين داخل الجنين:

### نظرية الورم المسخي
قد يكون الجنين داخل الجنين شكل متباين جدا من الكيسة الجلدانية، وهي في حد ذاتها شكل متباين للغاية من ورم مسخي ناضج.

### نظرية التوأم الطفيلي
قد يكون الجنين داخل الجنين توأم طفيلي ينمو داخل التوأم المضيف. في وقت مبكر جدا من حمل التوائم أحادية الزيجوت، التي يتشارك فيها كل من الأجنة مشيمة مشتركة، يلتف أحد الجنينين حول الآخر ويغلفه. ويصبح التوأم المغلَف طفيليا، ويعتمد بقاؤه على بقاء التوأم المضيف من خلال الاعتماد على دم التوأم المضيف. التوائم الطفيلية عديمة الدماغ، وتفتقر إلى بعض الأعضاء الداخلية، ولذلك تكون غير قادرة على البقاء على قيد الحياة من تلقاء نفسها. ويجب على التوأم المضيف «تغذية» التوأم المغلف من المواد الغذائية التي يحصل عليها من الحبل السري، وعادة ما يموتون قبل الولادة.